# Cylindromyrmex brevitarsus
Cylindromyrmex brevitarsus är en myrart som beskrevs av Santschi 1925. Cylindromyrmex brevitarsus ingår i släktet Cylindromyrmex och familjen myror. Inga underarter finns listade i Catalogue of Life.